# Qarajat
Qarajat [qɑʁaˈjat] (nach alter Rechtschreibung K'arajat) ist eine wüst gefallene grönländische Siedlung im Distrikt Nuuk in der Kommuneqarfik Sermersooq.

## Lage
Qarajat befindet sich an der Südküste einer zum Festland gehörigen Halbinsel. Nicht allzu weit liegt 7 km nordwestlich Narsaq. Der nächste bewohnte Ort ist Nuuk, das 27 km nordnordwestlich liegt.

## Geschichte
Qarajat wurde 1775 von der Herrnhuter Brüdergemeine gegründet. 1779 zogen einige der Bewohner zur Missionsstation in Narsaq. Über Qarajat ist nichts weiter bekannt, außer dass die letzten Bewohner den Wohnplatz 1905 verließen.